# Lily Donoghue
Lily Donoghue (Stamford, 19 januari 1998) is een Amerikaans actrice. Ze is onder andere bekend van haar rol als Marty Coolidge in de Blumhouse horrorfilm Black Christmas en als Lisa Crowne in de Amazon Prime televisieserie Daisy Jones & the Six.

## Vroegere leven
Donoghue werd geboren in Stamford als de dochter van Michael en Dawn Ann Donoghue. Ze groeide op in Sarasota in Florida. Donoghue heeft een tweelingbroer Liam. Ze won als roeister en zwemster meerdere medailles in de junior Olympische Spelen.

## Carrière
In 2017 verscheen Donoghue in een gastrol in de AMC televisieserie Halt and Catch Fire. Van 2017 tot 2019 volgden meer gastoptredens in Grey's Anatomy, The Goldbergs en Jane the Virgin. Na het filmen van Grey's Anatomy, werd Ellen Pompeo een mentor voor Donoghue.
In 2018 werd Donoghue gecast in het tweede seizoen van de Netflix televisieserie Dirty John als Tracy Broderick, een personage gebaseerd op Betty Broderick's dochter, Kim Broderick naast Christian Slater en Amanda Peet. Datzelfde jaar verkreeg ze een hoofdrol in de Hulu drama pilot Less Than Zero, naast Austin Abrams en Cooper Koch, dat een adaptie was van Brett Easton Ellis' novelle van dezelfde naam.
Donoghue maakte haar filmdebuut door in 2019 de rol van Marty Coolidge te spelen in Black Christmas, een reboot van Sophia Takal met als verdere castleden Imogen Poots, Aleyse Shannon, Brittany O'Grady en Cary Elwes. Ze deed ook auditie voor de rol van Riley Stone, maar deze rol ging naar Poots. In 2021 was Donoghue te zien in de film Dr. Bird's Advice for Sad Poets.
In 2023 had Donoghue een gastrol als Lisa Crowne, een filmster die trouwt met een van de leden van The Six, in de Amazon Prime Video dramaserie Daisy Jones & the Six.

## Filmografie

### Films
| Jaar | Film                            | Rol            |
| ---- | ------------------------------- | -------------- |
| 2016 | Dark Night                      | Lily           |
| 2019 | Black Christmas                 | Marty Coolidge |
| 2021 | Dr. Bird's Advice for Sad Poets | Jorie          |

### Televisie
| Jaar      | Serie                                 | Rol                      | Extra            |
| --------- | ------------------------------------- | ------------------------ | ---------------- |
| 2017      | Halt and Catch Fire                   | Vanessa                  | 3 afl.           |
| 2017-2018 | The Goldbergs                         | Jamie Weisman            | 3 afl.           |
| 2018      | Grey's Anatomy                        | Young Jo / Brooke Wilson | 1 afl.           |
| 2018      | Less Than Zero (pilot)                | Blair                    | Niet uitgebracht |
| 2019      | Jane the Virgin                       | Jonge Brenda             | 3 afl.           |
| 2020      | Dirty John: The Betty Broderick Story | Tracy Broderick          | 7 afl.           |
| 2023      | Daisy Jones & the Six                 | Lisa Crowne              | 2 afl.           |